# Никола Ескић
Никола Ескић (Бијељина, 19. децембар 1997) српски је фудбалер. Висок је 182 центиметара и игра на позицији везног играча, а боље се сналази левом ногом.

## Каријера

### Почеци
Ескић је своју фудбалску каријеру започео у фудбалском клубу Милићи из истоименог места. Лета 2014. прешао је у Власеницу, где је најпре наступао за омладински састав, а затим и за први тим до краја 2015. У јесењем делу шампионата 2015/16. постигао је 6 голова у Првој лиги Републике Српске, док је у другом делу сезоне прешао у Звијезду Бргуле.

### Напредак Крушевац
Почетком 2017. потписао је уговор са крушевачким Напретком, а на првом наступу за нови клуб је постигао погодак у пријатељском сусрету против Радничког из Обреновца. У Суперлиги Србије дебитовао је код Вука Рашовића на утакмици против суботичког Спартака, 8. марта 2017. године. До краја сезоне одиграо је укупно 13 утакмица у том такмичењу. У првом делу наредне сезоне, Ескић је најчешће имао статус резервисте код тренера Ненада Сакића и Милорада Косановића. У стартној постави екипе, по први пут за такмичарску 2017/18, Ескић се нашао на гостовању Раднику у Сурдулици, 25. новембра 2017, када је био стрелац у победи свог тима, резултатом 3 : 2. Он се, потом, усталио у постави своје екипе и у пролећном делу сезоне. Свој други погодак у дресу Напретка, Ескић је постигао на гостовању Црвеној звезди, када је пред крај сусрета на Стадиону Рајко Митић поставио коначних 1 : 1, чиме је гостујући састав освојио бод. Према оцени извештача Вечерњих новости, Ескић је тада био најбољи појединац на терену. На затварању сезоне, против Радничког у Нишу, Ескић је постигао једини погодак за Напредак у поразу од 4 : 1. Ескић је током такмичарске 2018/19. уписао укупно 30 наступа, од чега 28 у домаћем шампионату и 2 у Купу Србије. Био је стрелац у победи од 3 : 0 над врањским Динамом, односно у ремију 3 : 3 са Бачком у Бачкој Паланци. Пред крај сусрета са београдским Партизаном, 4. децембра, вршилац дужности шефа стручног штаба, Иван Стефановић, Ескића је увео у игру уместо Ђура Зеца, при резултату од 2 : 1 за домаћи тим. Неколико минута касније, у судијској надокнади, Ескић је постигао одлучујући погодак за преокрет и победу Напретка на Стадиону у Хумској улици. После истека уговора са клубом, Ескић је лета 2020. напустио Напредак за који је наступао три и по сезоне.

### Бачка Бачка Паланка
Средином августа 2020. године, Ескић је представљен као појачање ОФК Бачке из Бачке Паланке за такмичарску 2020/21. у Суперлиги Србије.

## Репрезентација
Никола Ескић је као малолетан наступао за младу репрезентацију Републике Српске. Средином маја 2018, Ескић је добио позив у младу репрезентацију Босне и Херцеговине. За тај састав дебитовао је крајем истог месеца, против одговарајуће селекције Албаније, када је на терен ступио у 56. минуту игре, уместо стрелца првог поготка на сусрету, Николе Дујаковића.
Ескић се, у октобру 2018. године нашао на списку играча незваничне селекције до 23 године старости, под вођством Милана Обрадовића, за пријатељску утакмицу против репрезентације Француске у узрасту до 20 година. На тој утакмици, одиграној 15. октобра 2018, нашао се у стартној постави селекције Србије, а након првог полувремена заменио га је Његош Петровић.

## Начин игре
Ескић је 182 центиметра високи фудбалер, који најчешће наступа у средини терена, а боље се сналази левом ногом. Своју сениорску каријеру започео је у дресу Власенице, где је током јесењег дела такмичарске 2015/16. постигао 6 погодака у Прве лиге Републике Српске, од чега и свој први хет трик на сусрету са Слободом из Мркоњић Града. Услед константних партија у том клубу, спортски сектор Звијезде 09 одлучио је да играча доведе у своје редове, где је током зимских припрема уиграван у првој постави.
Доласком у крушевачки Напредак, Ескића је током зимских припрема за други део такмичарске 2016/17. тадашњи тренер Вук Рашовић уигравао на месту штопера. На званичним утакмицама указао му је прилику на примарној позицији у везном реду, те се играч убрзо усталио у постави свог новог тима. Ескић је као играч Напретка више пута био стрелац одлучујућих голова у завршници утакмица, придодајући се нападу приликом акција свог тима. Пред крај сусрета са београдском Црвеном звездом, на Стадиону Рајко Митић, марту 2018, Ескић је погодио за изједначење и коначних 1 : 1. Слично је поновио у децембру наредне године, када је свом тиму донео преокрет у судијској надокнади гостовања Партизану у Хумској улици. Напредак је победио резултатом 3 : 2, после вођства домаћег састава од 2 : 0 на полувремену, головима Сејдубе Суме, док је Ескић коначан резултат поставио као резервиста, након асистенције Ивана Ђорића, који је такође ушао у игру са клупе. Као омиљене играче на својој позицији, Ескић је означио Немању Матића и Пола Погбу.

## Статистика

#### Клупска
Ажурирано 13. августа 2020.
| Клуб                | Сезона   | Лига             | Лига    | Лига   | Национални куп | Национални куп | Европа  | Европа | Остало  | Остало | Укупно  | Укупно |
| Клуб                | Сезона   | Дивизија         | Наступа | Голова | Наступа        | Голова         | Наступа | Голова | Наступа | Голова | Наступа | Голова |
| ------------------- | -------- | ---------------- | ------- | ------ | -------------- | -------------- | ------- | ------ | ------- | ------ | ------- | ------ |
|                     |          |                  |         |        |                |                |         |        |         |        |         |        |
| Напредак Крушевац   | 2016/17. | Суперлига Србије | 13      | 0      | —              | —              | —       | —      | —       | —      | 13      | 0      |
| Напредак Крушевац   | 2017/18. | Суперлига Србије | 18      | 3      | 2              | 0              | —       | —      | —       | —      | 20      | 3      |
| Напредак Крушевац   | 2018/19. | Суперлига Србије | 28      | 2      | 2              | 0              | —       | —      | —       | —      | 30      | 2      |
| Напредак Крушевац   | 2019/20. | Суперлига Србије | 20      | 1      | 1              | 0              | —       | —      | —       | —      | 21      | 1      |
| Напредак Крушевац   | Укупно   | Укупно           | 79      | 6      | 5              | 0              | —       | —      | —       | —      | 84      | 6      |
|                     |          |                  |         |        |                |                |         |        |         |        |         |        |
| Бачка Бачка Паланка | 2020/21. | Суперлига Србије | 0       | 0      | 0              | 0              | —       | —      | —       | —      | 0       | 0      |
|                     |          |                  |         |        |                |                |         |        |         |        |         |        |
| Каријера            | Каријера | Каријера         | 79      | 6      | 5              | 0              | —       | —      | —       | —      | 84      | 6      |
|                     |          |                  |         |        |                |                |         |        |         |        |         |        |

### Утакмице у дресу репрезентације
| Репрезентација Босне и Херцеговине у узрасту до 21 године старости | Репрезентација Босне и Херцеговине у узрасту до 21 године старости       | Репрезентација Босне и Херцеговине у узрасту до 21 године старости       | Репрезентација Босне и Херцеговине у узрасту до 21 године старости       | Репрезентација Босне и Херцеговине у узрасту до 21 године старости       | Репрезентација Босне и Херцеговине у узрасту до 21 године старости       | Репрезентација Босне и Херцеговине у узрасту до 21 године старости       | Репрезентација Босне и Херцеговине у узрасту до 21 године старости | Репрезентација Босне и Херцеговине у узрасту до 21 године старости | Репрезентација Босне и Херцеговине у узрасту до 21 године старости |
| #                                                                  | Датум                                                                    | Такмичење                                                                | Локација                                                                 | Домаћин                                                                  | Резултат                                                                 | Гост                                                                     | Мин.                                                               | Гол                                                                | Реф.                                                               |
| ------------------------------------------------------------------ | ------------------------------------------------------------------------ | ------------------------------------------------------------------------ | ------------------------------------------------------------------------ | ------------------------------------------------------------------------ | ------------------------------------------------------------------------ | ------------------------------------------------------------------------ | ------------------------------------------------------------------ | ------------------------------------------------------------------ | ------------------------------------------------------------------ |
| 1                                                                  | 28. мај 2018.                                                            | Пријатељска утакмица                                                     | Елбасан арена                                                            | Албанија                                                                 | 0 : 2                                                                    | Босна и Херцеговина                                                      | 34'                                                                |                                                                    | [ 21 ]                                                             |
| 1                                                                  | Укупан број утакмица, постигнутих погодака и минута проведених на терену | Укупан број утакмица, постигнутих погодака и минута проведених на терену | Укупан број утакмица, постигнутих погодака и минута проведених на терену | Укупан број утакмица, постигнутих погодака и минута проведених на терену | Укупан број утакмица, постигнутих погодака и минута проведених на терену | Укупан број утакмица, постигнутих погодака и минута проведених на терену | 34                                                                 | 0                                                                  | [ 2 ]                                                              |

| Репрезентација Србије у узрасту до 23 година старости | Репрезентација Србије у узрасту до 23 година старости                    | Репрезентација Србије у узрасту до 23 година старости                    | Репрезентација Србије у узрасту до 23 година старости                    | Репрезентација Србије у узрасту до 23 година старости                    | Репрезентација Србије у узрасту до 23 година старости                    | Репрезентација Србије у узрасту до 23 година старости                    | Репрезентација Србије у узрасту до 23 година старости | Репрезентација Србије у узрасту до 23 година старости | Репрезентација Србије у узрасту до 23 година старости |
| #                                                     | Датум                                                                    | Такмичење                                                                | Локација                                                                 | Домаћин                                                                  | Резултат                                                                 | Гост                                                                     | Мин.                                                  | Гол                                                   | Реф.                                                  |
| ----------------------------------------------------- | ------------------------------------------------------------------------ | ------------------------------------------------------------------------ | ------------------------------------------------------------------------ | ------------------------------------------------------------------------ | ------------------------------------------------------------------------ | ------------------------------------------------------------------------ | ----------------------------------------------------- | ----------------------------------------------------- | ----------------------------------------------------- |
| 1                                                     | 15. октобар 2018.                                                        | Пријатељска утакмица                                                     | Кућа фудбала, Стара Пазова                                               | Србија                                                                   | 2 : 4                                                                    | Француска                                                                | 45'                                                   |                                                       | [ 24 ]                                                |
| 1                                                     | Укупан број утакмица, постигнутих погодака и минута проведених на терену | Укупан број утакмица, постигнутих погодака и минута проведених на терену | Укупан број утакмица, постигнутих погодака и минута проведених на терену | Укупан број утакмица, постигнутих погодака и минута проведених на терену | Укупан број утакмица, постигнутих погодака и минута проведених на терену | Укупан број утакмица, постигнутих погодака и минута проведених на терену | 45                                                    | 0                                                     | [ 2 ]                                                 |